# لورا كييزا
لورا كييزا (بالإيطالية: Laura Chiesa)‏ (و. 1971  م) هي مبارزة بالسيف إيطالية، ولدت في تورينو، شاركت في الألعاب الأولمبية الصيفية 1996.

## روابط خارجية
- لورا كييزا على موقع اللجنة الأولمبية الدولية (الإنجليزية)
- لورا كييزا على موقع أوليمبيديا (الإنجليزية)
- لورا كييزا على موقع اللجنة الأولمبية الإيطالية (الإيطالية)